# Mirandópolis Esporte Clube
O Mirandópolis Esporte Clube foi um clube brasileiro de futebol da cidade de Mirandópolis, no estado de São Paulo. Fundado em 1962 como Mirandópolis Futebol Clube, e refundado em 23 de novembro de 1975 com o nome mais recente, suas cores eram preta, vermelha e branca. Mandava seus jogos no Estádio Alcino Nogueira Syllos. Participou 7 vezes das divisões de acesso do Campeonato Paulista de Futebol e atualmente está sem divisão, continua disputando campeonatos regionais e esperam um dia voltar a disputar o Campeonato Paulista.

## Participações em estaduais
Profissional
- Campeonato Paulista da Terceira Divisão: 1980, 1981 e 1982.
- Campeonato Paulista da Quarta Divisão: 1964 e 1965.
- Campeonato Paulista da Quinta Divisão: 1978 e 1979.